# DNAJC27
DNAJC27 (англ. DnaJ heat shock protein family (Hsp40) member C27) – білок, який кодується однойменним геном, розташованим у людей на 2-й хромосомі. Довжина поліпептидного ланцюга білка становить 273 амінокислот, а молекулярна маса — 30 855.
| 10         |  | 20         |  | 30         |  | 40         |  | 50         |
| ---------- |  | ---------- |  | ---------- |  | ---------- |  | ---------- |
| MEANMPKRKE |  | PGRSLRIKVI |  | SMGNAEVGKS |  | CIIKRYCEKR |  | FVSKYLATIG |
| IDYGVTKVHV |  | RDREIKVNIF |  | DMAGHPFFYE |  | VRNEFYKDTQ |  | GVILVYDVGQ |
| KDSFDALDAW |  | LAEMKQELGP |  | HGNMENIIFV |  | VCANKIDCTK |  | HRCVDESEGR |
| LWAESKGFLY |  | FETSAQTGEG |  | INEMFQTFYI |  | SIVDLCENGG |  | KRPTTNSSAS |
| FTKEQADAIR |  | RIRNSKDSWD |  | MLGVKPGASR |  | DEVNKAYRKL |  | AVLLHPDKCV |
| APGSEDAFKA |  | VVNARTALLK |  | NIK        |  |            |  |            |

A: Аланін

C: Цистеїн

D: Аспарагінова кислота

E: Глутамінова кислота

F: Фенілаланін

G: Гліцин

H: Гістидин

I: Ізолейцин

K: Лізин

L: Лейцин

M: Метіонін

N: Аспарагін

P: Пролін

Q: Глутамін

R: Аргінін

S: Серин

T: Треонін

V: Валін

W: Триптофан

Задіяний у такому біологічному процесі, як альтернативний сплайсинг. 
Білок має сайт для зв'язування з нуклеотидами, ГТФ. 
Локалізований у ядрі.